# Краснянское
Краснянское (укр. Краснянське) — село,
Красненский сельский совет,
Кегичёвский район,
Харьковская область, Украина.
Код КОАТУУ — 6323181305. Население по переписи 2001 года составляет 188 (84/104 м/ж) человек.

## Географическое положение
Село Краснянское находится на левом берегу реки ?, правого притока реки Богатая, выше по течению на расстоянии в 4 км расположено село Карабущино, ниже по течению на расстоянии в 3 км расположено село Максимовка (Сахновщинский район).
По селу протекает пересыхающий ручей с запрудами.

## История
- 1920 — дата основания.

## Экономика
- Молочно-товарная ферма, машинно-тракторные мастерские.

## Объекты социальной сферы
- Клуб.